# Falsobrium annulicorne
Falsobrium annulicorne är en skalbaggsart som beskrevs av Maurice Pic 1935. Falsobrium annulicorne ingår i släktet Falsobrium och familjen långhorningar.
Artens utbredningsområde är Laos. Inga underarter finns listade i Catalogue of Life.